# Pont couvert de Bridgeport
Le pont couvert de Bridgeport, en anglais Bridgeport Covered Bridge, est un pont routier couvert franchissant la Yuba. Il situé à French Corral (en), dans le comté de Nevada, en Californie, près de Bridgeport et au nord de Lake Wildwood. Construit en 1862 par David John Wood, il a été fermé au trafic routier en 1972, puis l'accès aux piétons a été interdit en 2011 en raison de problèmes de structure.
Le pont couvert de Bridgeport présente la plus longue portée libre parmi les ouvrages de ce type existant encore.

## Monument historique
Le pont a été inscrit dans le National Register of Historic Places en 1971. Il y a quatre plaques sur le site, et il figure également sur la liste des California Registered Historical Landmark sous le no 390.
La plaque signalant le classement dans le National Register a été placée en 1964. Le monument a été inauguré de nouveau en 2014. L'inscription indique, :

« Construit en 1862 par David J. Wood avec du bois de son moulin dans le comté de Sierra. Le pont couvert faisait partie de la route à péage de la Virginia Turnpike Company qui desservait les mines du nord et le filon du Nevada Comstock. Le ranch et les ressources pour le repos et la réparation, placés à proximité, constituaient un point de ravitaillement salutaire nécessaire lors de la traversée de la Sierra Nevada. Le pont couvert de Bridge est l'un des plus anciens ponts de l'Ouest des États-Unis et le plus long pont couvert en bois à une travée du monde. »

Le pont a été un maillon important de la route marchande qui s'étendait de la baie de San Francisco à Virginia City et au-delà après la découverte du Comstock Lode, en 1859, qui déclenché un boom minier dans le Nevada. Les navires à vapeur transportaient les marchandises à partir de la baie de San Francisco jusqu'à la Rivière Sacramento, à Marysville, où elles étaient chargées sur des wagons pour la traversée de la Sierra Nevada par le Virginia Turnpike et la piste de la Californie. La route empruntant le pont a finalement été éclipsé par l'achèvement du premier chemin de fer transcontinental, qui a atteint Reno par le col Donner en 1868, mais elle a continué à desservir les communautés voisines dans les contreforts jusqu'à ce que l'amélioration des routes et des ponts sur d'autres voies éloigne encore plus le pont couvert de Bridgeport de la circulation.
L'ouvrage a été inscrit sur la liste des Historic Civil Engineering Landmarks en 1970.

## Plus longue travée

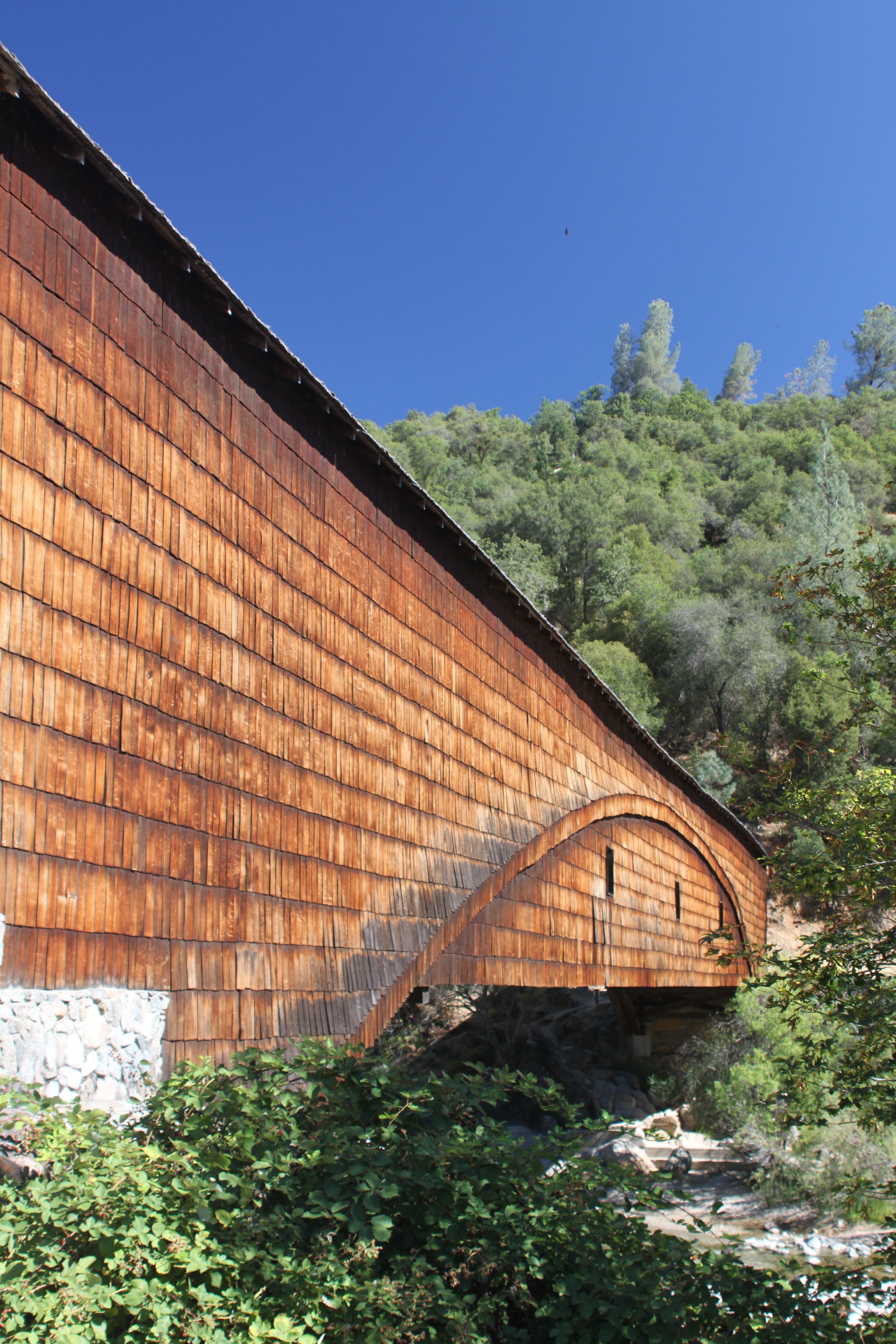
Travée du pont.

Un rapport du département de l'Intérieur des États-Unis que le pont couvert de Bridgeport Pont Couvert (HAER no CA-41) a des travées libres mesurant 210 pieds (64 m) sur un côté et 208 pieds (63 m) de l'autre, tandis que la travée du milieu du pont Old Blenheim (en) (HAER no NY-331) était longue de 210 pieds (64 m) (dessins de l'HABS de 1936).
Depuis la destruction en 2011 du pont Old Blenheim, le pont de Bridgeport est sans conteste le pont couvert en bois encore existant présentant la plus longue travée. Historiquement, l'ouvrage de ce type détenant le record est le pont McCall's Ferry, en Pennsylvanie, avec une travée de 360 pieds (110 m) (construit en 1814–15, il a été détruit par la glace au cours d'une débâcle en 1817).